# Surteby socken
Surteby socken i Västergötland ingick i Marks härad uppgick 1926 i Surteby-Kattunga socken och området ingår sedan 1971 i Marks kommun, från 2016 inom Surteby-Kattunga distrikt.
Socknens areal var 33,66 kvadratkilometer varav 33,47 land.  År 1916 fanns här 791 invånare.  En del av tätorten Björketorp samt kyrkbyn Surteby med sockenkyrkan Surteby kyrka låg i socknen.   

## Administrativ historik
Socknen har medeltida ursprung.
Vid kommunreformen 1862 övergick socknens ansvar för de kyrkliga frågorna till Surteby församling och för de borgerliga frågorna bildades Surteby landskommun. Landskommunen uppgick 1926 i Surteby-Kattunga landskommun. Församlingen ombildades 1926 till Surteby-Kattunga församling. Även jordebokssocken gick samman med Kattunga och bildade Surteby-Kattunga socken.
1 januari 2016 inrättades distriktet Surteby-Kattunga, med samma omfattning som Surteby-Kattunga församling hade 1999/2000 och fick 1926, och vari detta sockenområde ingår.
Socknen har tillhört län, fögderier, tingslag och domsagor enligt vad som beskrivs i artikeln Marks härad. De indelta soldaterna tillhörde Älvsborgs regemente, Marks kompani och Västgöta regemente, Elfsborgs kompani.

## Geografi
Surteby socken ligger nordost om Varberg kring Surtan. Socknen har odlingsbygd utmed ån och är i övrigt en skogsbygd.

## Fornlämningar
Boplatser och hällkistor från stenåldern är funna. Från bronsåldern finns gravrösen.

## Namnet
Namnet skrevs 1335 Surtubu och kommer från kyrkbyn och har i förleden ånamnet Surtan och i efterleden by, 'gård; by'. Ånamnet kan hänga samman med surta, 'dyjord, järhaltig myrjord'.